# Беттс, Джек
Джек Филлмор Беттс (англ. Jack Fillmore Betts; 11 апреля 1929, Джерси-Сити, Нью-Джерси — 19 июня 2025, Los Osos, Калифорния) — американский актёр.

## Биография
Джек Беттс родился 11 апреля 1929 года в Джерси-Сити, штат Нью-Джерси. В 10 лет переехал с семьёй в Майами, Флорида. Участвовал в конкурсе талантов на радиостанции WIOD. Окончил школу в Майами, затем изучал театральное искусство в Университете Майами. Актёрскую карьеру начал в 1953 году с роли в пьесе «Ричард III».
С 1959 по 2019 год Беттс исполнил более 100 ролей в кино и на телевидении.
Беттс сыграл роль Криса Девлина в детективном сериале Си-би-эс «Шах и мат». В 1982 году он сыграл мистера Фишера в мыльной опере «Одна жизнь, чтобы жить». Среди телевизионных работ — четыре роли в драматическом сериале Си-би-эс «Перри Мейсон».
Беттс является автором пьесы «Screen Test: Take One», повествующей о мыльной опере, зародившейся на съёмочной площадке.
Скончался 19 июня 2025 года на 97-м году жизни во сне в своём доме в городе Лос-Осос, штат Калифорния.